# ۶۶۸ (خورشیدی)
۶۶۸ ششصد و شصت و هشتمین سال هجری خورشیدی است.